# Klampning

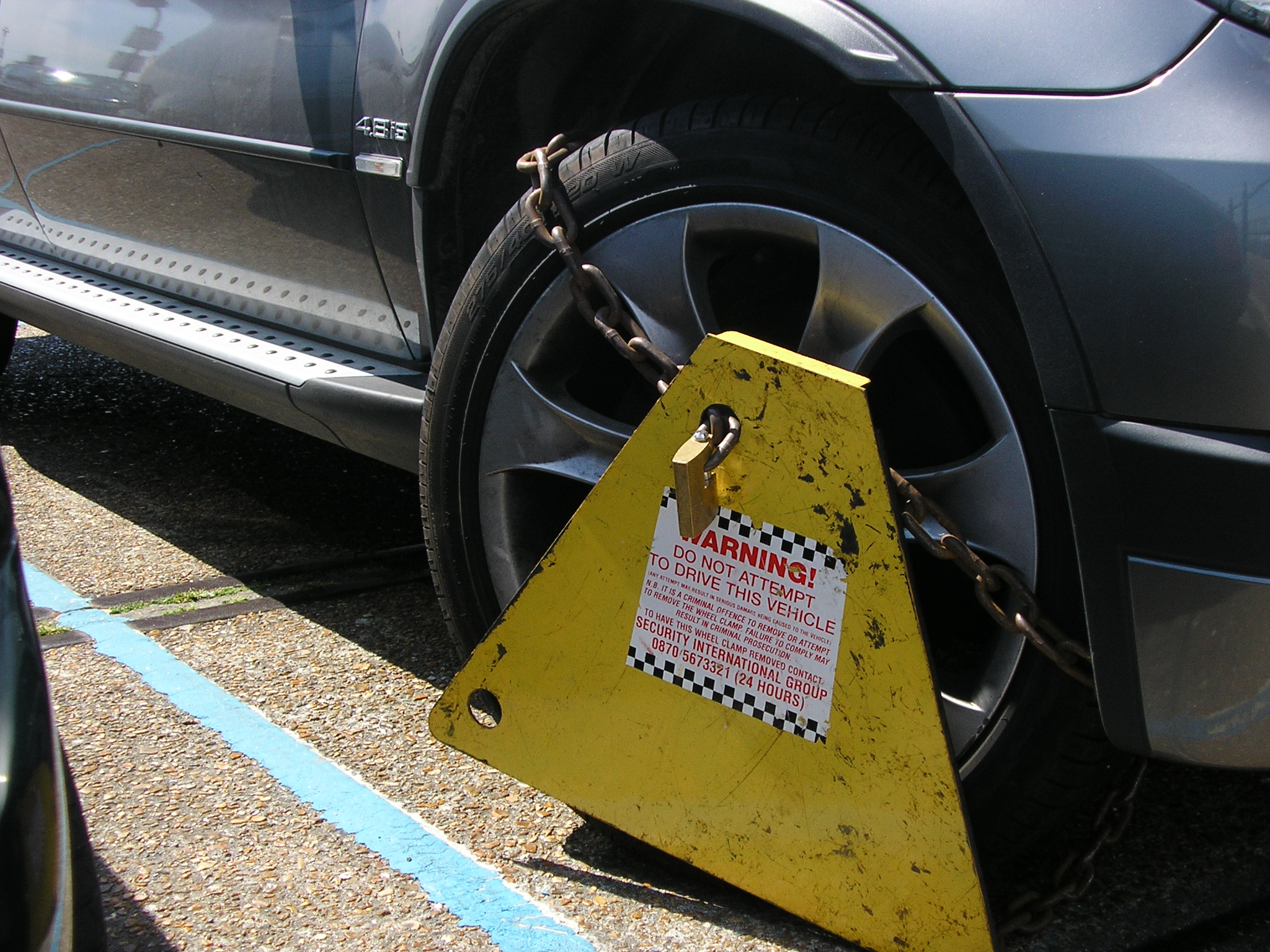
Hjulboja från Storbritannien.

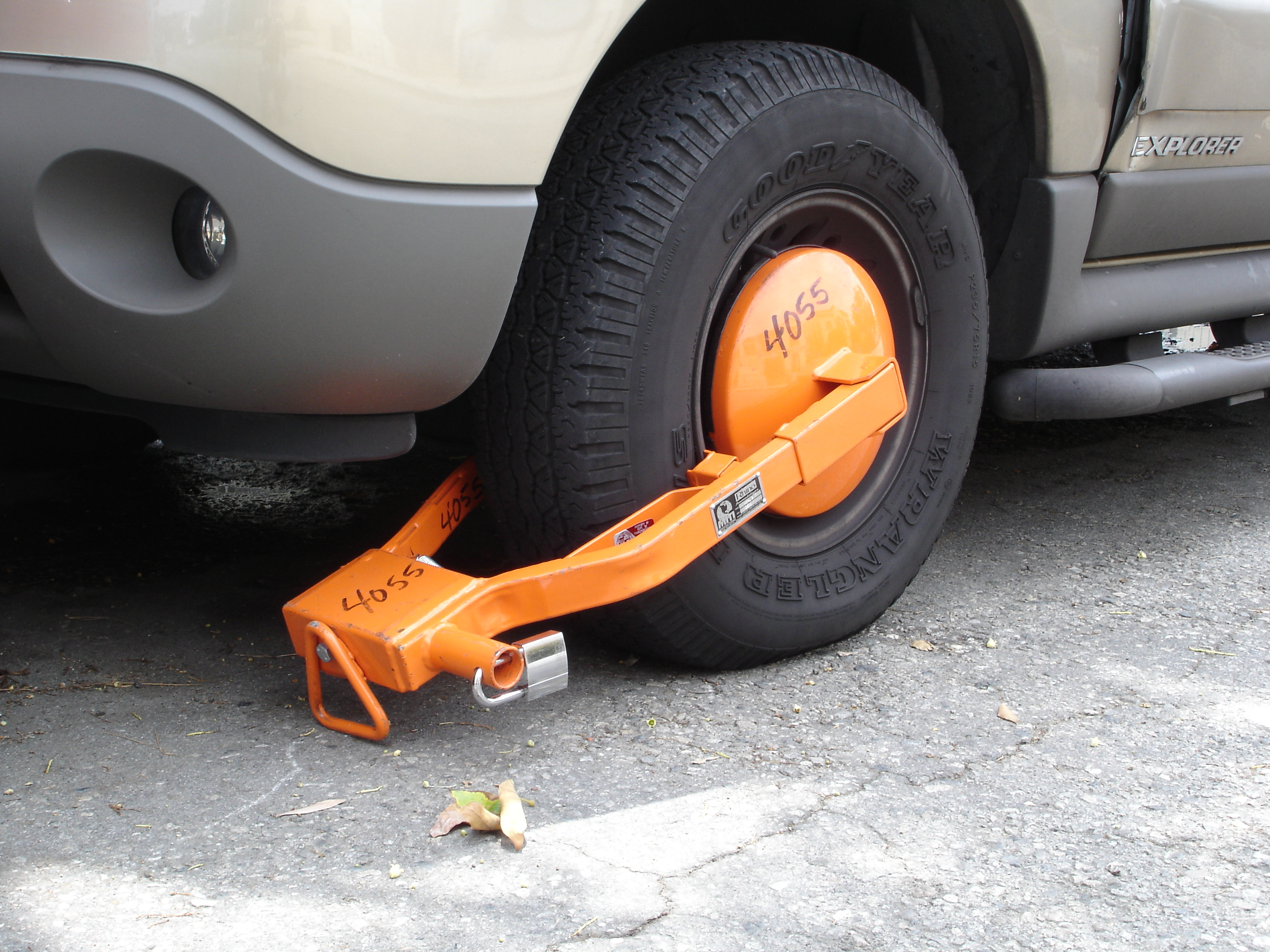
Hjulboja som används i USA.

Klampning (av engelska clamping, 'klämning') innebär kvarhållande av ett fordon med en så kallad hjulboja. Det kan bero på fordonet är felparkerat eller för att förhindra en rattfyllerist från att köra bilen. Det kan även vara för att hindra överskridande av körtider eller vilotider och i vissa fall räcker misstanke om brott.
Vid klampning låses fordonets hjul fast med en hjulboja som omöjliggör körning utan att skada fordonet. Klampningen utförs av parkeringsvakter, polis, tulltjänsteman eller andra med befogenhet att utföra klampningen.